# 헤더 골덴허쉬
헤더 골든허시(Heather Goldenhersh, 1973년 3월 26일 ~ )는 미국의 배우이다.
시카고에서 태어났다.

## 출연 작품
- 헤일, 시저! (2016년) - 나탈리 역
- 레더헤즈 (2008년)
- 호튼 (2008년)
- 퍼플 바이올렛 (2007년)
- 처음 본 그녀에게 프로포즈하기 (2006년) - 제인 역
- 베니스의 상인 (2004년) - 네리사 역
- 킨제이 보고서 (2004년)
- 스쿨 오브 락 (2003년) - 쉴라 역
- 조건 없는 사랑 (2002, Unconditional Love)
- 니콜라스 니클비 (2002년)
- 위대한 개츠비 (2001년)
- 빌리버 (2001년)
- 스왈로우드 (1997년) - 트리나 역

### 텔레비전
- 클래스 (2006년)